# Who Needs Guitars Anyway?
Who Needs Guitars Anyway? är det första och enda studioalbumet av den nederländska dancegruppen Alice DeeJay, utgivet den 28 mars 2000 på Violent Records. Det innehåller gruppens debutsingel och kanske mest kända hit, "Better Off Alone" och uppföljaren "Back in My Life" såväl som ytterligare tre aningen mindre framgångsrika singlar.
Who Needs Guitars Anyway? spelades in vid en rad olika studior i Nederländerna och Belgien och hade flera olika producenter, med Danski & DJ Delmundo (Dennis Van Der Driesschen & Wessel Van Diepen) som exekutivt ansvariga. Det är musikaliskt sett en tranceproduktion kombinerad med frontfiguren Judith "Judy" Pronks poppiga sångstil, vilket har beskrivits som "trancepop". Albumet gjorde måttliga avtryck på flera europeiska länders topplistor och uppnådde plats 76 på Billboard 200 i USA.

## Om albumet
Inspelningen ägde rum vid fyra olika studior i Nederländerna; Violent Studios i Hilversum, Kamo Studios i Haag, Made Up Studios i Leidschendam och Hazardous Studios i Vianen, samt Svenson Studios i Sint-Niklaas i Belgien.
Who Needs Guitars Anyway? släpptes i tre olika omslag, alla prydda av sångerskan Judy. På det första omslaget satt Judy på nålen av en skivspelare, iförd endast en cowboyhatt. På det andra stod hon och log med framåtpekande händer som skapade ett slags ljussken. Det tredje omslaget var mer eller mindre en påklädd variant av det första fast utan cowboyhatten. Det ursprungliga omslaget skapade stor kontrovers och delade meningar bland fansen.

## Låtlista
| Nr  | Titel                           | Låtskrivare & producent                                          | Längd |
| --- | ------------------------------- | ---------------------------------------------------------------- | ----- |
| 1.  | Back in My Life                 | Pronti & Kalmani                                                 | 3:30  |
| 2.  | Better Off Alone                | Pronti & Kalmani                                                 | 3:36  |
| 3.  | Celebrate Our Love              | Pronti & Kalmani                                                 | 3:26  |
| 4.  | The Lonely One                  | J. Gielen, S. Maes                                               | 3:19  |
| 5.  | Who Needs Guitars Anyway?       | Danski & DJ Delmundo                                             | 4:17  |
| 6.  | Will I Ever                     | Pronti & Kalmani                                                 | 3:28  |
| 7.  | Elements of Life                | Danski & DJ Delmundo, M. van der Kuy, R. Schutrups               | 3:34  |
| 8.  | Fairytales                      | Pronti & Kalmani                                                 | 4:15  |
| 9.  | Waiting for Your Love           | M. van der Kuy, R. Schutrups                                     | 3:45  |
| 10. | No More Lies                    | J. Gielen, S. Maes                                               | 3:36  |
| 11. | I Can See (See It in Your Eyes) | J. Gielen, S. Maes                                               | 3:45  |
| 12. | Everything Begins with an E     | M. van der Kuy, R. Schutrups                                     | 4:19  |
| 13. | Got to Get Away                 | Danski & DJ Delmundo, Hazerdous (Producerad av endast Hazerdous) | 3:41  |
| 14. | Alice Deejay                    | M. van der Kuy, R. Schutrups                                     | 3:58  |

## Medverkande
| Alice Deejay - Danski & DJ Delmundo – produktion, exekutiv produktion - Hazerdous – produktion - M. van der Kuy & DJ Isaac – produktion - Judith "Judy" Pronk – sång - Pronti & Kalmani – produktion - Svenson & J. Gielen – produktion Medverkande är hämtade från Dicogs. | Övriga medverkande - Bruce Brouwn – fotoredigering - Claudine Grin – fotografi - Hay Zeelen – mastering - Shop Around! – omslagsdesign |

Övrigt
Vid scenframträdanden representerades Alice Deejay av Judy och dansarna Mila (Mila Levesque) och Angel (Angelique Versnel).

## Listplaceringar
| Lista (2000)                        | Högsta position |
| ----------------------------------- | --------------- |
| Finland (Finlands officiella lista) | 7               |
| Frankrike (SNEP)                    | 45              |
| Irland (IRMA)                       | 8               |
| Nederländerna (MegaCharts)          | 27              |
| Norge (VG-lista)                    | 14              |
| Schweiz (Swiss Music Charts)        | 12              |
| Storbritannien (UK Albums Chart)    | 8               |
| Sverige (Sverigetopplistan)         | 24              |
| Tyskland (Media Control Charts)     | 28              |
| USA (Billboard 200)                 | 76              |

## Internationell distribution
| Region         | Skivbolag                |
| -------------- | ------------------------ |
| Europa         | EMI                      |
| Storbritannien | Positiva Records         |
| USA            | Republic/Universal Music |